# Halápfalva
Halápfalva (horvátul: Apševci) falu Horvátországban Vukovár-Szerém megyében. Közigazgatásilag Csótnémetihez tartozik.

## Fekvése
Vukovártól légvonalban 31, közúton 35 km-re délre, községközpontjától 8 km-re délre, a Nyugat-Szerémségben, a Báza (Bosut) bal partján, a szerb határ közelében fekszik.

## Története
A település már a középkorban is létezett. 1323-ban „Villa Halaphfolua” alakban említik Károly Róbert király oklevelében, melyben megengedi, hogy Dombói Miklós valkómegyei birtokrészét File fia Miklósnak hagyományozza. A török 1526-ban, Valkóvár eleste után szállta meg és 1688-ig volt török uralom alatt. A hosszú török uralom emléke, hogy a faluban és környékén még ma is sok török eredetű szót (kapija, avlija, pendžer, sokak, komšija, čiviluk stb.) használnak.
A mai település a 18. század elején keletkezett Boszniából érkezett katolikus sokácok betelepülésével. Kamarai birtok volt, majd a vukovári uradalom része lett. 1738-ban lakói az innen két óra járásra keletre fekvő kisfaludi plébániához tartoztak. A katonai határőrvidék megszervezésekor Mária Terézia rendelete alapján 1745-ben elhatárolták a katonai közigazgatás alá vont területeket. A falu a Péterváradi határőrezred katonai igazgatása alá került. Lakói a katonai igazgatás teljes megszüntetéséig határőrök voltak, akik 16 és 60 életévük között kötelezve voltak a császári hadseregben a katonai szolgálatra. Részt vettek a Habsburg Birodalom szinte valamennyi háborújában. A katonai közigazgatást 1873-ban megszüntették, majd területét 1881-ben Szerém vármegyéhez csatolták.
Az első katonai felmérés térképén „Absevcze” néven található. Lipszky János 1808-ban Budán kiadott repertóriumában „Abssevcze” néven szerepel. Nagy Lajos 1829-ben kiadott művében „Abshevcze” néven 50 házzal, 236 katolikus és 22 ortodox vallású lakossal találjuk.
A településnek 1857-ben 233, 1910-ben 404 lakosa volt. Szerém vármegye Vinkovcei járásához tartozott. Az 1910-es népszámlálás adatai szerint lakosságának 91%-a horvát, 8%-a szerb anyanyelvű volt. A település az első világháború után az új szerb-horvát-szlovén állam, majd később (1929-ben) Jugoszlávia része lett. 1941 és 1945 a Független Horvát Államhoz tartozott, majd a szocialista Jugoszlávia fennhatósága alá került. 1991-től a független Horvátország része. 1991-ben lakosságának 92%-a horvát, 5%-a szlovák nemzetiségű volt. A horvát függetlenségi háború idején a falut megszálló szerbek mindent leromboltak. A lakosság elmenekült, csak 1997-ben térhetett vissza a száműzetésből és kezdhetett hozzá a teljes újjáépítéshez. A falunak 2011-ben 305 lakosa volt.

## Népessége
| Lakosság változása | Lakosság változása | Lakosság változása | Lakosság változása | Lakosság változása | Lakosság változása | Lakosság változása | Lakosság változása | Lakosság változása | Lakosság változása | Lakosság változása | Lakosság változása | Lakosság változása | Lakosság változása | Lakosság változása | Lakosság változása |
| ------------------ | ------------------ | ------------------ | ------------------ | ------------------ | ------------------ | ------------------ | ------------------ | ------------------ | ------------------ | ------------------ | ------------------ | ------------------ | ------------------ | ------------------ | ------------------ |
| 1857               | 1869               | 1880               | 1890               | 1900               | 1910               | 1921               | 1931               | 1948               | 1953               | 1961               | 1971               | 1981               | 1991               | 2001               | 2011               |
| 233                | 266                | 331                | 318                | 345                | 404                | 415                | 452                | 493                | 513                | 513                | 524                | 466                | 444                | 368                | 305                |

## Gazdaság
A helyi gazdaság alapja hagyományosan a mezőgazdaság és az állattartás. 

## Nevezetességei
- Szent Illés próféta tiszteletére szentelt római katolikus temploma 1805-ben épült. A felsőlipóci plébániához tartozik. 1991. november 6-án a szerbek ágyúkból és tankokból kilőtt gránátokkal tornyát lerombolták, mely a tetőzetre dőlt. A teljes berendezés megsemmisült. A háború után újjáépítették.

- A falu közepén az iskola és a templom között egy régi határőr őrház volt, amely a múlt század közepén körülbelül 1 méterrel volt a talajszint felett, valószínűleg a Száva folyó nagy áradásai miatt. A 6 x 5 méter méretű épület egy szobából állt, kis ablakokkal. Falai vesszőfonatból készültek, pelyvával kevert sárral tapasztva, mésszel fehérre meszelve. Nagyon romlott állapota miatt a háború után lebontották.

## Kultúra
KUD „Apševački veseljaci” kulturális és művészeti egyesület

## Oktatás
A településen a felsőlipóci általános iskola területi iskolája működik.

## Sport
Az NK Bosut Apševci labdarúgóklubot 1933-ban alapították. A csapat a megyei 3. ligában szerepel.